# 鶺鸰嗜眼吸虫
鶺鸰嗜眼吸虫（学名：Philophthalmus motacillus）为嗜眼科嗜眼属的动物。在中国大陆，分布于北京黄塔公社张家铺大队等地，营寄生生活，终末宿主白脸以及寄生在眼瞬膜。该物种的模式产地在北京黄塔公社张家铺。